# Polypedilum ploenense
Polypedilum ploenense är en tvåvingeart som beskrevs av Jean-Jacques Kieffer 1922. Polypedilum ploenense ingår i släktet Polypedilum och familjen fjädermyggor.
Artens utbredningsområde är Tyskland. Inga underarter finns listade i Catalogue of Life.